# Stanley-Cup-Playoffs 2011
Die Playoffs um den Stanley Cup des Jahres 2011 begannen am 13. April 2011 und endeten am 15. Juni 2011 mit dem 4:3-Erfolg der Boston Bruins über die Vancouver Canucks. Die Bruins gewannen damit ihren sechsten Stanley Cup und zugleich ihren ersten seit 1972. Zudem stellten sie mit Tim Thomas ebenso den wertvollsten Spieler wie mit David Krejčí den besten Scorer der Playoffs. Die Canucks hingegen mussten nach 1982 und 1994 bei ihrer dritten Finalteilnahme die dritte Niederlage hinnehmen.
Zum ersten Mal in der Ligageschichte erreichten alle drei kalifornischen Teams (Anaheim, Los Angeles und San Jose) die Playoffs. Ferner verpassten die New Jersey Devils die post-season erstmals seit der Saison 1995/96, sodass mit 13 Spielzeiten die zweitlängste Serie an aufeinander folgenden Playoff-Teilnahmen aller aktiven Franchises endete.

## Modus
Nachdem sich aus jeder Conference die drei Divisionssieger sowie die fünf weiteren punktbesten Teams der Conference qualifiziert haben, starten die im K.-o.-System ausgetragenen Playoffs. Dabei trifft der punktbeste Divisionssieger auf das achte und somit punktschlechteste qualifizierte Team, die Nummer 2 dieser Rangliste auf die Nummer 7 usw. Durch diesen Modus ist es möglich, dass eines oder mehrere qualifizierte Teams mehr Punkte als einer der Divisionssieger erzielt haben. Das gleiche Prinzip wird zur Bestimmung der Begegnungen der zweiten Playoff-Runde genutzt.
Jede Conference spielt in der Folge im Conference-Viertelfinale, Conference-Halbfinale und im Conference-Finale ihren Sieger aus, der dann im Finale um den Stanley Cup antritt. Alle Serien jeder Runde werden im Best-of-Seven-Modus ausgespielt, das heißt, dass ein Team vier Siege zum Erreichen der nächsten Runde benötigt. Das höher gesetzte Team hat dabei in den ersten beiden Spielen Heimrecht, die nächsten beiden das gegnerische Team. Sollte bis dahin kein Sieger aus der Runde hervorgegangen sein, wechselt das Heimrecht von Spiel zu Spiel. So hat die höher gesetzte Mannschaft in den Spielen 1, 2, 5 und 7, also vier der maximal sieben Spiele, einen Heimvorteil. Der Sieger der Eastern Conference wird mit der Prince of Wales Trophy ausgezeichnet und der Sieger der Western Conference mit der Clarence S. Campbell Bowl.
Bei Spielen, die nach der regulären Spielzeit von 60 Minuten unentschieden bleiben, folgt die Overtime, die im Gegensatz zur regulären Saison mit fünf Feldspielern gespielt wird. Zudem endet sie durch das erste Tor (Sudden Death) und nicht, wie in der regulären Saison üblich, mit einem Shootout.

## Qualifizierte Teams
| Atlantic Division - (2) Philadelphia Flyers - (4) Pittsburgh Penguins - (8) New York Rangers Northeast Division - (3) Boston Bruins - (6) Canadiens de Montréal - (7) Buffalo Sabres Southeast Division - (1) Washington Capitals - (5) Tampa Bay Lightning | Central Division - (3) Detroit Red Wings - (5) Nashville Predators - (8) Chicago Blackhawks Northwest Division - (1) Vancouver Canucks Pacific Division - (2) San Jose Sharks - (4) Anaheim Ducks - (6) Phoenix Coyotes - (7) Los Angeles Kings |

## Playoff-Baum
|  | Conference-Viertelfinale                              | Conference-Viertelfinale | Conference-Viertelfinale |                    | Conference-Halbfinale | Conference-Halbfinale | Conference-Halbfinale |               |                   | Conference-Finale | Conference-Finale | Conference-Finale |  |  | Stanley-Cup-Finale | Stanley-Cup-Finale | Stanley-Cup-Finale |
|  |                                                       |                          |                          |                    |                       |                       |                       |               |                   |                   |                   |                   |  |  |                    |                    |                    |
|  | 1                                                     | Washington Capitals      | 4                        |                    | 1                     | Washington Capitals   | 0                     |               |                   |                   |                   |                   |  |  |                    |                    |                    |
|  | 8                                                     | New York Rangers         | 1                        | 5                  | Tampa Bay Lightning   | 4                     |                       |               |                   |                   |                   |                   |  |  |                    |                    |                    |
|  |                                                       |                          |                          |                    |                       |                       |                       |               |                   |                   |                   |                   |  |  |                    |                    |                    |
|  | 2                                                     | Philadelphia Flyers      | 4                        | Eastern Conference | Eastern Conference    | Eastern Conference    |                       |               |                   |                   |                   |                   |  |  |                    |                    |                    |
|  | 2                                                     | Philadelphia Flyers      | 4                        | Eastern Conference | Eastern Conference    | Eastern Conference    |                       |               |                   |                   |                   |                   |  |  |                    |                    |                    |
|  | 7                                                     | Buffalo Sabres           | 3                        |                    |                       |                       |                       |               |                   |                   |                   |                   |  |  |                    |                    |                    |
|  | 7                                                     | Buffalo Sabres           | 3                        | 5                  | Tampa Bay Lightning   | 3                     |                       |               |                   |                   |                   |                   |  |  |                    |                    |                    |
|  |                                                       |                          |                          | 5                  | Tampa Bay Lightning   | 3                     |                       |               |                   |                   |                   |                   |  |  |                    |                    |                    |
|  |                                                       | 3                        | Boston Bruins            | 4                  |                       |                       |                       |               |                   |                   |                   |                   |  |  |                    |                    |                    |
|  | 3                                                     | 3                        | Boston Bruins            | 4                  | Boston Bruins         | 4                     |                       |               |                   |                   |                   |                   |  |  |                    |                    |                    |
|  | 3                                                     |                          |                          |                    | Boston Bruins         | 4                     |                       |               |                   |                   |                   |                   |  |  |                    |                    |                    |
|  | 6                                                     | Canadiens de Montréal    | 3                        |                    |                       |                       |                       |               |                   |                   |                   |                   |  |  |                    |                    |                    |
|  | 6                                                     | Canadiens de Montréal    | 3                        |                    |                       |                       |                       |               |                   |                   |                   |                   |  |  |                    |                    |                    |
|  |                                                       |                          |                          |                    |                       |                       |                       |               |                   |                   |                   |                   |  |  |                    |                    |                    |
|  | 4                                                     | Pittsburgh Penguins      | 3                        | 2                  | Philadelphia Flyers   | 0                     |                       |               |                   |                   |                   |                   |  |  |                    |                    |                    |
|  | 4                                                     | Pittsburgh Penguins      | 3                        | 2                  | Philadelphia Flyers   | 0                     |                       |               |                   |                   |                   |                   |  |  |                    |                    |                    |
|  | 5                                                     | Tampa Bay Lightning      | 4                        | 3                  | Boston Bruins         | 4                     |                       |               |                   |                   |                   |                   |  |  |                    |                    |                    |
|  | 5                                                     | Tampa Bay Lightning      | 4                        | 3                  | Boston Bruins         | 4                     | E3                    | Boston Bruins | 4                 |                   |                   |                   |  |  |                    |                    |                    |
|  | (Die Teams werden nach der ersten Runde neu gesetzt.) |                          |                          |                    |                       |                       | E3                    | Boston Bruins | 4                 |                   |                   |                   |  |  |                    |                    |                    |
|  |                                                       | W1                       | Vancouver Canucks        | 3                  |                       |                       |                       |               |                   |                   |                   |                   |  |  |                    |                    |                    |
|  | 1                                                     | W1                       | Vancouver Canucks        | 3                  | Vancouver Canucks     | 4                     |                       | 1             | Vancouver Canucks | 4                 |                   |                   |  |  |                    |                    |                    |
|  | 1                                                     |                          |                          |                    | Vancouver Canucks     | 4                     |                       | 1             | Vancouver Canucks | 4                 |                   |                   |  |  |                    |                    |                    |
|  | 8                                                     | Chicago Blackhawks       | 3                        | 5                  | Nashville Predators   | 2                     |                       |               |                   |                   |                   |                   |  |  |                    |                    |                    |
|  | 8                                                     | Chicago Blackhawks       | 3                        | 5                  | Nashville Predators   | 2                     |                       |               |                   |                   |                   |                   |  |  |                    |                    |                    |
|  |                                                       |                          |                          |                    |                       |                       |                       |               |                   |                   |                   |                   |  |  |                    |                    |                    |
|  | 2                                                     | San Jose Sharks          | 4                        |                    |                       |                       |                       |               |                   |                   |                   |                   |  |  |                    |                    |                    |
|  | 2                                                     | San Jose Sharks          | 4                        |                    |                       |                       |                       |               |                   |                   |                   |                   |  |  |                    |                    |                    |
|  | 7                                                     | Los Angeles Kings        | 2                        |                    |                       |                       |                       |               |                   |                   |                   |                   |  |  |                    |                    |                    |
|  | 7                                                     | Los Angeles Kings        | 2                        | 1                  | Vancouver Canucks     | 4                     |                       |               |                   |                   |                   |                   |  |  |                    |                    |                    |
|  |                                                       |                          |                          | 1                  | Vancouver Canucks     | 4                     |                       |               |                   |                   |                   |                   |  |  |                    |                    |                    |
|  |                                                       | 2                        | San Jose Sharks          | 1                  |                       |                       |                       |               |                   |                   |                   |                   |  |  |                    |                    |                    |
|  | 3                                                     | 2                        | San Jose Sharks          | 1                  | Detroit Red Wings     | 4                     |                       |               |                   |                   |                   |                   |  |  |                    |                    |                    |
|  | 3                                                     |                          |                          |                    | Detroit Red Wings     | 4                     |                       |               |                   |                   |                   |                   |  |  |                    |                    |                    |
|  | 6                                                     | Phoenix Coyotes          | 0                        | Western Conference | Western Conference    | Western Conference    |                       |               |                   |                   |                   |                   |  |  |                    |                    |                    |
|  | 6                                                     | Phoenix Coyotes          | 0                        | Western Conference | Western Conference    | Western Conference    |                       |               |                   |                   |                   |                   |  |  |                    |                    |                    |
|  |                                                       |                          |                          |                    |                       |                       |                       |               |                   |                   |                   |                   |  |  |                    |                    |                    |
|  | 4                                                     | Anaheim Ducks            | 2                        | 2                  | San Jose Sharks       | 4                     |                       |               |                   |                   |                   |                   |  |  |                    |                    |                    |
|  | 5                                                     | Nashville Predators      | 4                        | 3                  | Detroit Red Wings     | 3                     |                       |               |                   |                   |                   |                   |  |  |                    |                    |                    |

## Conference-Viertelfinale

### Eastern Conference

#### (1) Washington Capitals – (8) New York Rangers
| 13. April 2011 19.30 Uhr (Ortszeit) | Washington Capitals Alexander Owetschkin (53:44) Alexander Sjomin (78:24) | 2:1 n. V. (0:0, 0:0, 1:1, 1:0) Spielbericht Stand: 1:0 | New York Rangers Matt Gilroy (41:56) | Verizon Center, Washington, D.C. Zuschauer: 18.398 |

| 15. April 2011 19.30 Uhr | Washington Capitals Jason Chimera (22:11) Jason Arnott (24:08) | 2:0 (0:0, 2:0, 0:0) Spielbericht Stand: 2:0 | New York Rangers | Verizon Center, Washington, D.C. Zuschauer: 18.398 |

| 17. April 2011 15.00 Uhr | New York Rangers Erik Christensen (25:30) Václav Prospal (48:01) Brandon Dubinsky (58:21) | 3:2 (0:0, 1:1, 2:1) Spielbericht Stand: 1:2 | Washington Capitals Alexander Owetschkin (39:00) Mike Knuble (54:48) | Madison Square Garden, New York City, New York Zuschauer: 18.200 |

| 20. April 2011 19.00 Uhr | New York Rangers Artjom Anissimow (25:24) Marián Gáborík (33:40) Brandon Dubinsky (33:47) | 3:4 n. V. (0:0, 3:0, 0:3, 0:0, 0:1) Spielbericht Stand: 1:3 | Washington Capitals Alexander Sjomin (42:47) Marcus Johansson (43:44) Marcus Johansson (52:07) Jason Chimera (92:36) | Madison Square Garden, New York City, New York Zuschauer: 18.200 |

| 23. April 2011 15.00 Uhr | Washington Capitals Mike Green (5:59) Alexander Owetschkin (27:04) Alexander Sjomin (56:23) | 3:1 (1:0, 1:0, 1:1) Spielbericht Stand: 4:1 | New York Rangers Wojtek Wolski (59:28) | Verizon Center, Washington, D.C. Zuschauer: 18.398 |

#### (2) Philadelphia Flyers – (7) Buffalo Sabres
| 14. April 2011 19.30 Uhr (Ortszeit) | Philadelphia Flyers | 0:1 (0:0, 0:0, 0:1) Spielbericht Stand: 0:1 | Buffalo Sabres Patrick Kaleta (45:56) | Wells Fargo Center, Philadelphia, Pennsylvania Zuschauer: 19.929 |

| 16. April 2011 17.00 Uhr | Philadelphia Flyers Claude Giroux (4:00) Daniel Carcillo (7:20) James van Riemsdyk (13:14) Ville Leino (33:36) Daniel Brière (35:37) | 5:4 (3:3, 2:0, 0:1) Spielbericht Stand: 1:1 | Buffalo Sabres Thomas Vanek (6:43) Thomas Vanek (9:43) Andrej Sekera (12:30) Cody McCormick (46:12) | Wells Fargo Center, Philadelphia, Pennsylvania Zuschauer: 19.942 |

| 18. April 2011 19.00 Uhr | Buffalo Sabres Drew Stafford (11:55) Nathan Gerbe (38:12) | 2:4 (1:1, 1:2, 0:1) Spielbericht Stand: 1:2 | Philadelphia Flyers Jeff Carter (4:42) Daniel Brière (22:44) Nikolai Schwerdew (36:44) Kimmo Timonen (59:42) | HSBC Arena, Buffalo, New York Zuschauer: 18.690 |

| 20. April 2011 19.30 Uhr | Buffalo Sabres Jason Pominville (9:38) | 1:0 (1:0, 0:0, 0:0) Spielbericht Stand: 2:2 | Philadelphia Flyers | HSBC Arena, Buffalo, New York Zuschauer: 18.690 |

| 22. April 2011 19.30 Uhr | Philadelphia Flyers James van Riemsdyk (28:12) Andrej Meszaros (29:57) Daniel Brière (43:36) | 3:4 n. V. (0:3, 2:0, 1:0, 0:1) Spielbericht Stand: 2:3 | Buffalo Sabres Tyler Ennis (2:24) Thomas Vanek (3:51) Marc-André Gragnani (15:36) Tyler Ennis (65:31) | Wells Fargo Center, Philadelphia, Pennsylvania Zuschauer: 19.959 |

| 24. April 2011 15.00 Uhr | Buffalo Sabres Rob Niedermayer (2:13) Thomas Vanek (8:41) Thomas Vanek (19:27) Nathan Gerbe (36:09) | 4:5 n. V. (3:1, 1:2, 0:1, 0:1) Spielbericht Stand: 3:3 | Philadelphia Flyers Daniel Brière (14:53) James van Riemsdyk (20:49) Daniel Brière (28:43) Scott Hartnell (50:43) Ville Leino (64:43) | HSBC Arena, Buffalo, New York Zuschauer: 18.690 |

| 26. April 2011 19.30 Uhr | Philadelphia Flyers Braydon Coburn (19:41) Daniel Brière (24:45) James van Riemsdyk (30:19) Ville Leino (41:59) Daniel Carcillo (50:03) | 5:2 (1:0, 2:0, 2:2) Spielbericht Stand: 4:3 | Buffalo Sabres Tyler Myers (46:33) Brad Boyes (55:21) | Wells Fargo Center, Philadelphia, Pennsylvania Zuschauer: 19.966 |

#### (3) Boston Bruins – (6) Canadiens de Montréal
| 14. April 2011 19.00 Uhr (Ortszeit) | Boston Bruins | 0:2 (0:1, 0:0, 0:1) Spielbericht Stand: 0:1 | Canadiens de Montréal Brian Gionta (2:44) Brian Gionta (56:42) | TD Garden, Boston, Massachusetts Zuschauer: 17.565 |

| 16. April 2011 19.00 Uhr | Boston Bruins Patrice Bergeron (27:38) | 1:3 (0:2, 1:1, 0:0) Spielbericht Stand: 0:2 | Canadiens de Montréal Mike Cammalleri (0:43) Mathieu Darche (2:20) Yannick Weber (37:21) | TD Garden, Boston, Massachusetts Zuschauer: 17.565 |

| 18. April 2011 19.30 Uhr | Canadiens de Montréal Andrej Kaszizyn (27:03) Tomáš Plekanec (44:08) | 2:4 (0:2, 1:1, 1:1) Spielbericht Stand: 2:1 | Boston Bruins David Krejčí (3:11) Nathan Horton (14:38) Rich Peverley (22:02) Chris Kelly (59:34) | Centre Bell, Montreal, Québec Zuschauer: 21.273 |

| 21. April 2011 19.00 Uhr | Canadiens de Montréal Brent Sopel (8:13) Mike Cammalleri (26:52) Andrej Kaszizyn (27:47) P. K. Subban (41:39) | 4:5 n. V. (1:0, 2:3, 1:1, 0:1) Spielbericht Stand: 2:2 | Boston Bruins Michael Ryder (22:13) Andrew Ference (29:59) Patrice Bergeron (37:04) Chris Kelly (53:42) Michael Ryder (61:59) | Centre Bell, Montreal, Québec Zuschauer: 21.273 |

| 23. April 2011 19.00 Uhr | Boston Bruins Brad Marchand (44:33) Nathan Horton (89:03) | 2:1 n. V. (0:0, 0:0, 1:1, 0:0, 1:0) Spielbericht Stand: 3:2 | Canadiens de Montréal Jeff Halpern (53:56) | TD Garden, Boston, Massachusetts Zuschauer: 17.565 |

| 26. April 2011 19.00 Uhr | Canadiens de Montréal Mike Cammalleri (10:07) Brian Gionta (25:48) | 2:1 (1:0, 1:1, 0:0) Spielbericht Stand: 3:3 | Boston Bruins Dennis Seidenberg (20:48) | Centre Bell, Montreal, Québec Zuschauer: 21.273 |

| 27. April 2011 19.00 Uhr | Boston Bruins Johnny Boychuk (3:31) Mark Recchi (5:33) Chris Kelly (49:44) Nathan Horton (65:43) | 4:3 n. V. (2:1, 1:0, 1:1, 1:0) Spielbericht Stand: 4:3 | Canadiens de Montréal Yannick Weber (9:49) Tomáš Plekanec (25:50) P. K. Subban (58:03) | TD Garden, Boston, Massachusetts Zuschauer: 17.565 |

#### (4) Pittsburgh Penguins – (5) Tampa Bay Lightning
| 13. April 2011 19.00 Uhr | Pittsburgh Penguins Alexei Kowaljow (46:05) Arron Asham (46:23) Chris Kunitz (59:18) | 3:0 (0:0, 0:0, 3:0) Spielbericht Stand: 1:0 | Tampa Bay Lightning | Consol Energy Center, Pittsburgh, Pennsylvania Zuschauer: 18.390 |

| 15. April 2011 19.00 Uhr | Pittsburgh Penguins Craig Adams (29:08) | 1:5 (0:3, 1:1, 0:1) Spielbericht Stand: 1:1 | Tampa Bay Lightning Eric Brewer (2:02) Vincent Lecavalier (6:53) Nate Thompson (17:02) Martin St. Louis (39:46) Mattias Öhlund (57:55) | Consol Energy Center, Pittsburgh, Pennsylvania Zuschauer: 18.507 |

| 18. April 2011 19.30 Uhr | Tampa Bay Lightning Martin St. Louis (15:19) Martin St. Louis (42:12) | 2:3 (1:2, 0:0, 1:1) Spielbericht Stand: 1:2 | Pittsburgh Penguins Maxime Talbot (5:46) Arron Asham (6:31) Tyler Kennedy (42:43) | St. Pete Times Forum, Tampa, Florida Zuschauer: 20.545 |

| 20. April 2011 19.00 Uhr | Tampa Bay Lightning Martin St. Louis (37:14) Sean Bergenheim (56:43) | 2:3 n. V. (0:1, 1:1, 1:0, 0:0, 0:1) Spielbericht Stand: 1:3 | Pittsburgh Penguins Tyler Kennedy (8:14) Arron Asham (22:39) James Neal (83:38) | St. Pete Times Forum, Tampa, Florida Zuschauer: 20.326 |

| 23. April 2011 12.00 Uhr | Pittsburgh Penguins Michael Rupp (46:36) Chris Conner (48:22) | 2:8 (0:2, 0:3, 2:3) Spielbericht Stand: 3:2 | Tampa Bay Lightning Simon Gagné (16:57) Steven Stamkos (17:43) Vincent Lecavalier (21:55) Simon Gagne (25:31) Steven Stamkos (27:00) Pavel Kubina (42:54) Pavel Kubina (45:45) Dominic Moore (55:35) | Consol Energy Center, Pittsburgh, Pennsylvania Zuschauer: 18.535 |

| 25. April 2011 19.00 Uhr | Tampa Bay Lightning Teddy Purcell (16:36) Sean Bergenheim (25:44) Steve Downie (44:55) Ryan Malone (49:34) | 4:2 (1:1, 1:0, 2:1) Spielbericht Stand: 3:3 | Pittsburgh Penguins Pascal Dupuis (8:23) Jordan Staal (43:48) | St. Pete Times Forum, Tampa, Florida Zuschauer: 20.309 |

| 27. April 2011 20.00 Uhr | Pittsburgh Penguins | 0:1 (0:0, 0:1, 0:0) Spielbericht Stand: 3:4 | Tampa Bay Lightning Sean Bergenheim (25:41) | Consol Energy Center, Pittsburgh, Pennsylvania Zuschauer: 18.507 |

### Western Conference

#### (1) Vancouver Canucks – (8) Chicago Blackhawks
| 13. April 2011 19.00 Uhr (Ortszeit) | Vancouver Canucks Christopher Higgins (7:03) Jannik Hansen (10:23) | 2:0 (2:0, 0:0, 0:0) Spielbericht Stand: 1:0 | Chicago Blackhawks | Rogers Arena, Vancouver, British Columbia Zuschauer: 18.860 |

| 15. April 2011 19.00 Uhr | Vancouver Canucks Jannik Hansen (7:30) Daniel Sedin (20:30) Alexander Edler (39:46) Daniel Sedin (50:06) | 4:3 (1:0, 2:1, 1:2) Spielbericht Stand: 2:0 | Chicago Blackhawks Ben Smith (34:50) Viktor Stålberg (41:56) Ben Smith (52:50) | Rogers Arena, Vancouver, British Columbia Zuschauer: 18.860 |

| 17. April 2011 19.00 Uhr | Chicago Blackhawks Duncan Keith (6:54) Patrick Sharp (32:40) | 2:3 (1:0, 1:2, 0:1) Spielbericht Stand: 0:3 | Vancouver Canucks Christian Ehrhoff (30:03) Daniel Sedin (30:57) Mikael Samuelsson (46:48) | United Center, Chicago, Illinois Zuschauer: 21.743 |

| 19. April 2011 19.00 Uhr | Chicago Blackhawks Bryan Bickell (1:43) Brian Campbell (25:18) Duncan Keith (25:35) Dave Bolland (34:45) Michael Frolík (38:57) Patrick Sharp (42:49) Patrick Sharp (53:21) | 7:2 (1:1, 4:0, 2:1) Spielbericht Stand: 1:3 | Vancouver Canucks Sami Salo (4:46) Daniel Sedin (56:24) | United Center, Chicago, Illinois Zuschauer: 21.757 |

| 21. April 2011 19.00 Uhr | Vancouver Canucks | 0:5 (0:3, 0:2, 0:0) Spielbericht Stand: 3:2 | Chicago Blackhawks Marián Hossa (5:54) Duncan Keith (6:18) Patrick Kane (12:17) Marián Hossa (21:26) Duncan Keith (24:47) | Rogers Arena, Vancouver, British Columbia Zuschauer: 18.860 |

| 24. April 2011 18.30 Uhr | Chicago Blackhawks Bryan Bickell (14:57) Dave Bolland (35:08) Michael Frolík (42:31) Ben Smith (75:30) | 4:3 n. V. (1:2, 1:0, 1:1, 1:0) Spielbericht Stand: 3:3 | Vancouver Canucks Daniel Sedin (2:06) Alexandre Burrows (18:48) Kevin Bieksa (40:58) | United Center, Chicago, Illinois Zuschauer: 22.014 |

| 26. April 2011 19.00 Uhr | Vancouver Canucks Alexandre Burrows (2:43) Alexandre Burrows (65:22) | 2:1 n. V. (1:0, 0:0, 0:1, 1:0) Spielbericht Stand: 4:3 | Chicago Blackhawks Jonathan Toews (58:04) | Rogers Arena, Vancouver, British Columbia Zuschauer: 18.860 |

#### (2) San Jose Sharks – (7) Los Angeles Kings
| 14. April 2011 19.00 Uhr (Ortszeit) | San Jose Sharks Dany Heatley (0:28) Logan Couture (30:23) Joe Pavelski (74:44) | 3:2 n. V. (1:0, 1:2, 0:0, 1:0) Spielbericht Stand: 1:0 | Los Angeles Kings Dustin Brown (27:25) Justin Williams (36:20) | HP Pavillon, San José, Kalifornien Zuschauer: 17.562 |

| 16. April 2011 19.00 Uhr | San Jose Sharks | 0:4 (0:2, 0:1, 0:1) Spielbericht Stand: 1:1 | Los Angeles Kings Jack Johnson (12:13) Drew Doughty (15:43) Drew Doughty (35:42) Kyle Clifford (44:54) | HP Pavillon, San José, Kalifornien Zuschauer: 17.562 |

| 19. April 2011 19.30 Uhr | Los Angeles Kings Willie Mitchell (2:26) Kyle Clifford (2:39) Michal Handzuš (18:22) Brad Richardson (20:44) Ryan Smyth (33:47) | 5:6 n. V. (3:0, 2:5, 0:0) Spielbericht Stand: 1:2 | San Jose Sharks Patrick Marleau (23:08) Ryane Clowe (26:53) Logan Couture (33:32) Ryane Clowe (38:35) Joe Pavelski (39:29) Devin Setoguchi (63:09) | Staples Center, Los Angeles, Kalifornien Zuschauer: 18.216 |

| 21. April 2011 19.30 Uhr | Los Angeles Kings Brad Richardson (31:00) Justin Williams (36:04) Olexij Ponikarowskyj (53:11) | 3:6 (0:0, 2:3, 1:3) Spielbericht Stand: 1:3 | San Jose Sharks Ryane Clowe (23:58) Jason Demers (25:12) Ryane Clowe (29:28) Joe Thornton (42:28) Joe Pavelski (43:22) Torrey Mitchell (51:42) | Staples Center, Los Angeles, Kalifornien Zuschauer: 18.234 |

| 23. April 2011 19.30 Uhr | San Jose Sharks Patrick Marleau (25:43) | 1:3 (0:3, 1:0, 0:0) Spielbericht Stand: 3:2 | Los Angeles Kings Wayne Simmonds (3:36) Kyle Clifford (7:14) Dustin Penner (8:42) | HP Pavillon, San José, Kalifornien Zuschauer: 17.562 |

| 25. April 2011 19.00 Uhr | Los Angeles Kings Justin Williams (33:27) Ryan Smyth (40:18) Trevor Lewis (51:39) | 3:4 n. V. (0:0, 1:2, 2:1, 0:1) Spielbericht Stand: 2:4 | San Jose Sharks Kyle Wellwood (22:58) Jason Demers (36:52) Dany Heatley (48:48) Joe Thornton (62:22) | Staples Center, Los Angeles, Kalifornien Zuschauer: 18.118 |

#### (3) Detroit Red Wings – (6) Phoenix Coyotes
| 13. April 2011 19.00 Uhr (Ortszeit) | Detroit Red Wings Pawel Dazjuk (27:38) Johan Franzén (32:02) Brian Rafalski (38:16) Jiří Hudler (43:16) | 4:2 (0:1, 3:0, 1:1) Spielbericht Stand: 1:0 | Phoenix Coyotes Kyle Turris (2:16) Radim Vrbata (47:38) | Joe Louis Arena, Detroit, Michigan Zuschauer: 20.066 |

| 16. April 2011 13.00 Uhr | Detroit Red Wings Pawel Dazjuk (10:42) Brian Rafalski (15:50) Darren Helm (19:01) Tomas Holmström (21:11) | 4:3 (3:0, 1:1, 0:2) Spielbericht Stand: 2:0 | Phoenix Coyotes Radim Vrbata (27:02) Shane Doan (45:49) Shane Doan (48:37) | Joe Louis Arena, Detroit, Michigan Zuschauer: 20.066 |

| 18. April 2011 19.30 Uhr | Phoenix Coyotes David Schlemko (31:43) Ray Whitney (53:00) | 2:4 (0:2, 1:1, 1:1) Spielbericht Stand: 0:3 | Detroit Red Wings Ruslan Salej (1:57) Drew Miller (2:41) Valtteri Filppula (22:50) Johan Franzén (40:45) | Jobing.com Arena, Glendale, Arizona Zuschauer: 17.130 |

| 20. April 2011 19.30 Uhr | Phoenix Coyotes Taylor Pyatt (5:46) Shane Doan (9:46) Martin Hanzal (21:09) | 3:6 (2:2, 1:1, 0:3) Spielbericht Stand: 0:4 | Detroit Red Wings Tomas Holmström (3:47) Patrick Eaves (18:47) Niklas Kronwall (24:49) Daniel Cleary (53:41) Todd Bertuzzi (55:34) Patrick Eaves (59:24) | Jobing.com Arena, Glendale, Arizona Zuschauer: 17.314 |

#### (4) Anaheim Ducks – (5) Nashville Predators
| 13. April 2011 19.30 Uhr (Ortszeit) | Anaheim Ducks Teemu Selänne (51:24) | 1:4 (0:1, 0:2, 1:1) Spielbericht Stand: 0:1 | Nashville Predators Shea Weber (4:13) Steve Sullivan (35:16) Mike Fisher (38:08) Mike Fisher (40:56) | Honda Center, Anaheim, Kalifornien Zuschauer: 17.174 |

| 15. April 2011 19.30 Uhr | Anaheim Ducks Corey Perry (5:24) Teemu Selänne (6:02) Bobby Ryan (27:12) Ryan Getzlaf (35:54) Bobby Ryan (59:07) | 5:3 (2:0, 2:1, 1:2) Spielbericht Stand: 1:1 | Nashville Predators Shea Weber (24:29) Patric Hörnqvist (41:30) Joel Ward (50:17) | Honda Center, Anaheim, Kalifornien Zuschauer: 17.174 |

| 17. April 2011 17.00 Uhr | Nashville Predators Martin Erat (15:00) Jordin Tootoo (15:38) David Legwand (45:25) Mike Fisher (50:21) | 4:3 (2:0, 0:2, 2:1) Spielbericht Stand: 2:1 | Anaheim Ducks Teemu Selänne (38:10) Teemu Selänne (38:40) Matt Beleskey (46:48) | Bridgestone Arena, Nashville, Tennessee Zuschauer: 17.113 |

| 20. April 2011 19.30 Uhr | Nashville Predators Patric Hörnqvist (5:45) Joel Ward (25:44) Matt Halischuk (34:15) | 3:6 (1:2, 2:1, 0:3) Spielbericht Stand: 2:2 | Anaheim Ducks Cam Fowler (4:41) Saku Koivu (5:14) Teemu Selänne (31:41) Corey Perry (41:17) Ryan Getzlaf (44:51) Brandon McMillan (46:46) | Bridgestone Arena, Nashville, Tennessee Zuschauer: 17.113 |

| 22. April 2011 19.00 Uhr | Anaheim Ducks Jason Blake (33:39) Bobby Ryan (40:40) Jason Blake (54:16) | 3:4 n. V. (0:1, 1:0, 2:2, 0:1) Spielbericht Stand: 2:3 | Nashville Predators Kevin Klein (8:32) Joel Ward (51:20) Shea Weber (59:24) Jerred Smithson (61:57) | Honda Center, Anaheim, Kalifornien Zuschauer: 17.385 |

| 24. April 2011 17.00 Uhr | Nashville Predators Nick Spaling (19:32) Steve Sullivan (23:29) Nick Spaling (44:53) David Legwand (59:50) | 4:2 (1:1, 1:1, 2:0) Spielbericht Stand: 4:2 | Anaheim Ducks Teemu Selänne (10:22) Jason Blake (38:23) | Bridgestone Arena, Nashville, Tennessee Zuschauer: 17.113 |

## Conference-Halbfinale

### Eastern Conference

#### (1) Washington Capitals – (5) Tampa Bay Lightning
| 29. April 2011 19.00 (Ortszeit) | Washington Capitals Alexander Sjomin (4:08) Eric Fehr (21:51) | 2:4 (1:1, 1:2, 0:1) Spielbericht Stand: 0:1 | Tampa Bay Lightning Sean Bergenheim (2:12) Steve Downie (26:17) Steven Stamkos (39:28) Dominic Moore (59:20) | Verizon Center, Washington, D.C. Zuschauer: 18.398 |

| 1. Mai 2011 19.00 Uhr | Washington Capitals Brooks Laich (34:52) Alexander Owetschkin (58:52) | 2:3 n. V. (0:1, 1:0, 1:1, 0:1) Spielbericht Stand: 0:2 | Tampa Bay Lightning Vincent Lecavalier (19:01) Martin St. Louis (47:35) Vincent Lecavalier (66:19) | Verizon Center, Washington, D.C. Zuschauer: 18.398 |

| 3. Mai 2011 18.30 Uhr | Tampa Bay Lightning Sean Bergenheim (11:03) Vincent Lecavalier (31:51) Steven Stamkos (45:23) Ryan Malone (45:47) | 4:3 (1:0, 1:3, 2:0) Spielbericht Stand: 3:0 | Washington Capitals Mike Knuble (20:59) John Carlson (27:58) Alexander Owetschkin (37:27) | St. Pete Times Forum, Tampa, Florida Zuschauer: 20.613 |

| 4. Mai 2011 19.00 Uhr | Tampa Bay Lightning Ryan Malone (12:37) Sean Bergenheim (24:41) Sean Bergenheim (32:34) Marc-André Bergeron (45:07) Martin St. Louis (56:52) | 5:3 (1:1, 2:1, 2:1) Spielbericht Stand: 4:0 | Washington Capitals Marco Sturm (18:30) John Erskine (33:40) John Carlson (57:54) | St. Pete Times Forum, Tampa, Florida Zuschauer: 20.835 |

#### (2) Philadelphia Flyers – (3) Boston Bruins
| 30. April 2011 15.00 Uhr (Ortszeit) | Philadelphia Flyers Daniel Brière (11:02) James van Riemsdyk (37:30) Mike Richards (53:02) | 3:7 (1:2, 1:3, 1:2) Spielbericht Stand: 0:1 | Boston Bruins David Krejčí (1:52) Nathan Horton (19:24) Mark Recchi (22:34) David Krejčí (35:26) Brad Marchand (37:14) Brad Marchand (54:59) Gregory Campbell (57:39) | Wells Fargo Center, Philadelphia, Pennsylvania Zuschauer: 19.641 |

| 2. Mai 2011 19.30 Uhr | Philadelphia Flyers James van Riemsdyk (0:29) James van Riemsdyk (9:31) | 2:3 n. V. (2:2, 0:0, 0:0, 0:1) Spielbericht Stand: 0:2 | Boston Bruins Chris Kelly (12:50) Brad Marchand (14:15) David Krejčí (74:00) | Wells Fargo Center, Philadelphia, Pennsylvania Zuschauer: 19.962 |

| 4. Mai 2011 19.00 Uhr | Boston Bruins Zdeno Chára (0:30) David Krejčí (1:03) Daniel Paille (33:39) Nathan Horton (35:14) Zdeno Chára (58:38) | 5:1 (2:0, 2:1, 1:0) Spielbericht Stand: 3:0 | Philadelphia Flyers Andrej Meszaros (36:26) | TD Garden, Boston, Massachusetts Zuschauer: 17.565 |

| 6. Mai 2011 20.00 Uhr | Boston Bruins Milan Lucic (12:02) Johnny Boychuk (42:42) Milan Lucic (55:03) Brad Marchand (58:04) Daniel Paille (59:35) | 5:1 (1:0, 0:1, 4:0) Spielbericht Stand: 4:0 | Philadelphia Flyers Kris Versteeg (33:22) | TD Garden, Boston, Massachusetts Zuschauer: 17.565 |

### Western Conference

#### (1) Vancouver Canucks – (5) Nashville Predators
| 28. April 2011 18.00 Uhr (Ortszeit) | Vancouver Canucks Christopher Higgins (32:14) | 1:0 (0:0, 1:0, 0:0) Spielbericht Stand: 1:0 | Nashville Predators | Rogers Arena, Vancouver, British Columbia Zuschauer: 18.860 |

| 30. April 2011 18.00 Uhr | Vancouver Canucks Alexandre Burrows (22:00) | 1:2 n. V. (0:0, 1:0, 0:1, 0:0, 0:1) Spielbericht Stand: 1:1 | Nashville Predators Ryan Suter (58:53) Matt Halischuk (94:51) | Rogers Arena, Vancouver, British Columbia Zuschauer: 18.860 |

| 3. Mai 2011 20.00 Uhr | Nashville Predators David Legwand (10:18) Joel Ward (53:18) | 2:3 n. V. (1:0, 0:1, 1:1, 0:1) Spielbericht Stand: 1:2 | Vancouver Canucks Ryan Kesler (21:00) Christopher Higgins (43:03) Ryan Kesler (70:45) | Bridgestone Arena, Nashville, Tennessee Zuschauer: 17.113 |

| 5. Mai 2011 19.30 Uhr | Nashville Predators Joel Ward (19:18) Cody Franson (43:27) | 2:4 (1:1, 0:1, 1:2) Spielbericht Stand: 1:3 | Vancouver Canucks Christian Ehrhoff (15:04) Alexander Edler (29:43) Ryan Kesler (47:28) Henrik Sedin (59:39) | Bridgestone Arena, Nashville, Tennessee Zuschauer: 17.113 |

| 7. Mai 2011 17.00 Uhr | Vancouver Canucks Raffi Torres (5:59) Ryan Kesler (15:06) Ryan Kesler (56:14) | 3:4 (2:1, 0:1, 1:2) Spielbericht Stand: 3:2 | Nashville Predators David Legwand (3:42) David Legwand (20:51) Joel Ward (41:14) Joel Ward (45:45) | Rogers Arena, Vancouver, British Columbia Zuschauer: 18.860 |

| 9. Mai 2011 19.00 Uhr | Nashville Predators David Legwand (23:31) | 1:2 (0:2, 1:0, 0:0) Spielbericht Stand: 2:4 | Vancouver Canucks Mason Raymond (7:45) Daniel Sedin (9:28) | Bridgestone Arena, Nashville, Tennessee Zuschauer: 17.113 |

#### (2) San Jose Sharks – (3) Detroit Red Wings
| 29. April 2011 19.00 Uhr (Ortszeit) | San Jose Sharks Joe Pavelski (50:22) Benn Ferriero (67:03) | 2:1 n. V. (0:1, 0:0, 1:0, 1:0) Spielbericht Stand: 1:0 | Detroit Red Wings Nicklas Lidström (9:30) | HP Pavillon, San José, Kalifornien Zuschauer: 17.562 |

| 1. Mai 2011 12.00 Uhr | San Jose Sharks Ian White (4:54) Niclas Wallin (41:39) | 2:1 (1:0, 0:0, 1:1) Spielbericht Stand: 2:0 | Detroit Red Wings Henrik Zetterberg (53:58) | HP Pavillon, San José, Kalifornien Zuschauer: 17.562 |

| 4. Mai 2011 20.00 Uhr | Detroit Red Wings Nicklas Lidström (19:38) Patrick Eaves (33:59) Pawel Dazjuk (38:17) | 3:4 n. V. (1:1, 2:1, 0:1, 0:1) Spielbericht Stand: 0:3 | San Jose Sharks Devin Setoguchi (12:57) Devin Setoguchi (34:49) Dan Boyle (55:52) Devin Setoguchi (69:21) | Joe Louis Arena, Detroit, Michigan Zuschauer: 20.066 |

| 6. Mai 2011 19.00 Uhr | Detroit Red Wings Todd Bertuzzi (6:22) Nicklas Lidström (11:09) Nicklas Lidström (18:01) Darren Helm (58:33) | 4:3 (3:1, 0:1, 1:1) Spielbericht Stand: 1:3 | San Jose Sharks Logan Couture (18:16) Dan Boyle (33:44) Dany Heatley (41:14) | Joe Louis Arena, Detroit, Michigan Zuschauer: 20.066 |

| 8. Mai 2011 17.00 Uhr | San Jose Sharks Devin Setoguchi (17:18) Joe Pavelski (35:32) Logan Couture (40:54) | 3:4 (1:0, 1:1, 1:3) Spielbericht Stand: 3:2 | Detroit Red Wings Niklas Kronwall (36:25) Jonathan Ericsson (43:43) Daniel Cleary (45:29) Tomas Holmström (53:52) | HP Pavillon, San José, Kalifornien Zuschauer: 17.562 |

| 10. Mai 2011 20.00 Uhr | Detroit Red Wings Henrik Zetterberg (50:38) Valtteri Filppula (52:32) Darren Helm (58:55) | 3:1 (0:0, 0:0, 3:1) Spielbericht Stand: 3:3 | San Jose Sharks Logan Couture (43:54) | Joe Louis Arena, Detroit, Michigan Zuschauer: 20.066 |

| 12. Mai 2011 18.00 Uhr | San Jose Sharks Devin Setoguchi (12:20) Logan Couture (19:01) Patrick Marleau (52:13) | 3:2 (2:0, 0:1, 1:1) Spielbericht Stand: 4:3 | Detroit Red Wings Henrik Zetterberg (33:10) Pawel Dazjuk (53:59) | HP Pavillon, San José, Kalifornien Zuschauer: 17.562 |

## Conference-Finale

### Eastern Conference

#### (3) Boston Bruins – (5) Tampa Bay Lightning
| 14. Mai 2011 20.00 Uhr (Ortszeit) | Boston Bruins Tyler Seguin (15:59) Johnny Boychuk (58:59) | 2:5 (1:3, 0:0, 1:2) Spielbericht Stand: 0:1 | Tampa Bay Lightning Sean Bergenheim (11:15) Brett Clark (11:34) Teddy Purcell (12:40) Marc-André Bergeron (53:37) Simon Gagné (57:29) | TD Garden, Boston, Massachusetts Zuschauer: 17.565 |

| 17. Mai 2011 20.00 Uhr | Boston Bruins Nathan Horton (13:58) Tyler Seguin (20:48) David Krejčí (22:24) Tyler Seguin (26:30) Michael Ryder (36:16) Michael Ryder (39:41) | 6:5 (1:2, 5:1, 0:2) Spielbericht Stand: 1:1 | Tampa Bay Lightning Adam Hall (0:13) Martin St. Louis (19:53) Vincent Lecavalier (27:48) Steven Stamkos (43:47) Dominic Moore (53:15) | TD Garden, Boston, Massachusetts Zuschauer: 17.565 |

| 19. Mai 2011 20.00 Uhr | Tampa Bay Lightning | 0:2 (0:1, 0:0, 0:1) Spielbericht Stand: 1:2 | Boston Bruins David Krejčí (1:09) Andrew Ference (48:12) | St. Pete Times Forum, Tampa, Florida Zuschauer: 21.027 |

| 21. Mai 2011 13.30 Uhr | Tampa Bay Lightning Teddy Purcell (26:55) Teddy Purcell (27:58) Sean Bergenheim (30:53) Simon Gagné (46:54) Martin St. Louis (59:23) | 5:3 (0:3, 3:0, 2:0) Spielbericht Stand: 2:2 | Boston Bruins Patrice Bergeron (11:47) Michael Ryder (16:34) Patrice Bergeron (17:58) | St. Pete Times Forum, Tampa, Florida Zuschauer: 21.216 |

| 23. Mai 2011 20.00 Uhr | Boston Bruins Nathan Horton (24:24) Brad Marchand (35:56) Rich Peverley (59:47) | 3:1 (0:1, 2:0, 1:0) Spielbericht Stand: 3:2 | Tampa Bay Lightning Simon Gagné (1:09) | TD Garden, Boston, Massachusetts Zuschauer: 17.565 |

| 25. Mai 2011 20.00 Uhr | Tampa Bay Lightning Teddy Purcell (0:36) Martin St. Louis (27:55) Teddy Purcell (33:35) Steven Stamkos (40:34) Martin St. Louis (50:15) | 5:4 (1:2, 2:0, 2:2) Spielbericht Stand: 3:3 | Boston Bruins Milan Lucic (7:09) David Krejčí (16:30) David Krejčí (49:46) David Krejčí (53:28) | St. Pete Times Forum, Tampa, Florida Zuschauer: 21.426 |

| 27. Mai 2011 20.00 Uhr | Boston Bruins Nathan Horton (52:27) | 1:0 (0:0, 0:0, 1:0) Spielbericht Stand: 4:3 | Tampa Bay Lightning | TD Garden, Boston, Massachusetts Zuschauer: 17.565 |

### Western Conference

#### (1) Vancouver Canucks – (2) San Jose Sharks
| 15. Mai 2011 17.00 Uhr (Ortszeit) | Vancouver Canucks Maxim Lapierre (21:49) Kevin Bieksa (47:02) Henrik Sedin (48:21) | 3:2 (0:1, 1:1, 2:0) Spielbericht Stand: 1:0 | San Jose Sharks Joe Thornton (18:47) Patrick Marleau (28:44) | Rogers Arena, Vancouver, British Columbia Zuschauer: 18.860 |

| 18. Mai 2011 18.00 Uhr | Vancouver Canucks Daniel Sedin (9:39) Raffi Torres (10:18) Kevin Bieksa (32:05) Christopher Higgins (47:56) Daniel Sedin (51:41) Aaron Rome (54:30) Mason Raymond (56:42) | 7:3 (2:2, 1:0, 4:1) Spielbericht Stand: 2:0 | San Jose Sharks Logan Couture (2:28) Patrick Marleau (13:03) Ben Eager (57:27) | Rogers Arena, Vancouver, British Columbia Zuschauer: 18.860 |

| 20. Mai 2011 18.00 Uhr | San Jose Sharks Patrick Marleau (3:56) Ryane Clowe (8:22) Patrick Marleau (17:25) Dan Boyle (46:46) | 4:3 (3:0, 0:0, 1:3) Spielbericht Stand: 1:2 | Vancouver Canucks Alexandre Burrows (41:09) Dan Hamhuis (53:39) Kevin Bieksa (56:04) | HP Pavillon, San José, Kalifornien Zuschauer: 17.562 |

| 22. Mai 2011 12.00 Uhr | San Jose Sharks Andrew Desjardins (47:02) Ryane Clowe (55:55) | 2:4 (0:0, 0:3, 2:1) Spielbericht Stand: 1:3 | Vancouver Canucks Ryan Kesler (29:16) Sami Salo (30:55) Sami Salo (31:11) Alexandre Burrows (45:43) | HP Pavillon, San José, Kalifornien Zuschauer: 17.562 |

| 24. Mai 2011 18.00 Uhr | Vancouver Canucks Alexandre Burrows (8:02) Ryan Kesler (59:46) Kevin Bieksa (90:18) | 3:2 n. V. (1:0, 0:1, 1:1, 0:0, 1:0) Spielbericht Stand: 4:1 | San Jose Sharks Dan Boyle (29:57) Devin Setoguchi (40:24) | Rogers Arena, Vancouver, British Columbia Zuschauer: 18.860 |

## Stanley-Cup-Finale

### (W1) Vancouver Canucks – (E3) Boston Bruins
| 1. Juni 2011 17.00 Uhr (Ortszeit) | Vancouver Canucks Raffi Torres (59:41) | 1:0 (0:0, 0:0, 1:0) Spielbericht Stand: 1:0 | Boston Bruins | Rogers Arena, Vancouver, British Columbia Zuschauer: 18.860 |

| 4. Juni 2011 17.00 Uhr | Vancouver Canucks Alexandre Burrows (12:12) Daniel Sedin (49:37) Alexandre Burrows (60:11) | 3:2 n. V. (1:0, 0:2, 1:0, 1:0) Spielbericht Stand: 2:0 | Boston Bruins Milan Lucic (29:00) Mark Recchi (31:35) | Rogers Arena, Vancouver, British Columbia Zuschauer: 18.860 |

| 6. Juni 2011 20.00 Uhr | Boston Bruins Andrew Ference (20:11) Mark Recchi (24:22) Brad Marchand (31:30) David Krejčí (35:47) Daniel Paille (51:38) Mark Recchi (57:39) Chris Kelly (58:06) Michael Ryder (59:29) | 8:1 (0:0, 4:0, 4:1) Spielbericht Stand: 1:2 | Vancouver Canucks Jannik Hansen (53:53) | TD Garden, Boston, Massachusetts Zuschauer: 17.565 |

| 8. Juni 2011 20.00 Uhr | Boston Bruins Rich Peverley (11:59) Michael Ryder (31:11) Brad Marchand (33:29) Rich Peverley (43:39) | 4:0 (1:0, 2:0, 1:0) Spielbericht Stand: 2:2 | Vancouver Canucks | TD Garden, Boston, Massachusetts Zuschauer: 17.565 |

| 10. Juni 2011 17.00 Uhr | Vancouver Canucks Maxim Lapierre (44:35) | 1:0 (0:0, 0:0, 1:0) Spielbericht Stand: 3:2 | Boston Bruins | Rogers Arena, Vancouver, British Columbia Zuschauer: 18.860 |

| 13. Juni 2011 20.00 Uhr | Boston Bruins Brad Marchand (5:31) Milan Lucic (6:06) Andrew Ference (8:35) Michael Ryder (9:45) David Krejčí (46:59) | 5:2 (4:0, 0:0, 1:2) Spielbericht Stand: 3:3 | Vancouver Canucks Henrik Sedin (40:22) Maxim Lapierre (57:34) | TD Garden, Boston, Massachusetts Zuschauer: 17.565 |

| 15. Juni 2011 17.00 Uhr | Vancouver Canucks | 0:4 (0:1, 0:2, 0:1) Spielbericht Stand: 3:4 | Boston Bruins Patrice Bergeron (14:37) Brad Marchand (32:13) Patrice Bergeron (37:35) Brad Marchand (57:16) | Rogers Arena, Vancouver, British Columbia Zuschauer: 18.860 |

### Stanley-Cup-Sieger
| Stanley-Cup-Sieger Boston Bruins | Torhüter: Tuukka Rask, Tim Thomas Verteidiger: Johnny Boychuk, Zdeno Chára (C), Andrew Ference, Tomáš Kaberle, Adam McQuaid, Dennis Seidenberg Angreifer: Patrice Bergeron, Gregory Campbell, Nathan Horton, Chris Kelly, David Krejčí, Milan Lucic, Brad Marchand, Daniel Paille, Rich Peverley, Mark Recchi, Michael Ryder, Marc Savard, Tyler Seguin, Shawn Thornton Cheftrainer: Claude Julien General Manager: Peter Chiarelli |

## Beste Scorer
Abkürzungen: GP = Spiele, G = Tore, A = Assists, Pts = Punkte, +/− = Plus/Minus, PIM = Strafminuten; Fett: Bestwert
| Spieler            | Team                | GP | G  | A  | Pts | +/− | PIM |
| ------------------ | ------------------- | -- | -- | -- | --- | --- | --- |
| David Krejčí       | Boston Bruins       | 25 | 12 | 11 | 23  | +8  | 10  |
| Henrik Sedin       | Vancouver Canucks   | 25 | 3  | 19 | 22  | −11 | 16  |
| Martin St. Louis   | Tampa Bay Lightning | 18 | 10 | 10 | 20  | −8  | 4   |
| Daniel Sedin       | Vancouver Canucks   | 25 | 9  | 11 | 20  | −9  | 32  |
| Patrice Bergeron   | Boston Bruins       | 23 | 6  | 14 | 20  | +15 | 28  |
| Brad Marchand      | Boston Bruins       | 25 | 11 | 8  | 19  | +12 | 40  |
| Ryan Kesler        | Vancouver Canucks   | 25 | 7  | 12 | 19  | ±0  | 47  |
| Vincent Lecavalier | Tampa Bay Lightning | 18 | 6  | 13 | 19  | +6  | 16  |
| Alexandre Burrows  | Vancouver Canucks   | 25 | 9  | 8  | 17  | ±0  | 34  |
| Nathan Horton      | Boston Bruins       | 21 | 8  | 9  | 17  | +11 | 35  |
| Michael Ryder      | Boston Bruins       | 25 | 8  | 9  | 17  | +8  | 8   |

Die beste Plus/Minus-Statistik erreichte Zdeno Chára mit +16.

## Beste Torhüter
Die kombinierte Tabelle zeigt die jeweils drei besten Torhüter in den Kategorien Gegentorschnitt und Fangquote sowie die jeweils Führenden in den Kategorien Shutouts und Siege.
Abkürzungen: GP = Spiele, TOI = Eiszeit (in Minuten), W = Siege, L = Niederlagen, OTL = Overtime/Shootout-Niederlagen, GA = Gegentore, SO = Shutouts, Sv% = gehaltene Schüsse (in %), GAA = Gegentorschnitt; Fett: Saisonbestwert; Sortiert nach Gegentorschnitt.
| Spieler        | Team                  | GP | TOI  | W  | L  | GA | SO | Sv%  | GAA  |
| -------------- | --------------------- | -- | ---- | -- | -- | -- | -- | ---- | ---- |
| Tim Thomas     | Boston Bruins         | 25 | 1542 | 16 | 9  | 51 | 4  | 94,0 | 1,98 |
| Carey Price    | Canadiens de Montréal | 7  | 455  | 3  | 4  | 16 | 1  | 93,4 | 2,11 |
| Corey Crawford | Chicago Blackhawks    | 7  | 435  | 3  | 4  | 16 | 1  | 92,7 | 2,21 |
| Roberto Luongo | Vancouver Canucks     | 25 | 1427 | 15 | 10 | 61 | 4  | 91,4 | 2,56 |